# كريستيان بي. ودروف
كريستيان بي. ودروف هو سياسي أمريكي، ولد في 1829 في نيويورك في الولايات المتحدة، وتوفي في 23 نوفمبر 1871. نشط حزبياً في الحزب الديمقراطي. وقد انتخب عضو جمعية ولاية نيويورك ‏ وانتخب عضو مجلس ولاية نيويورك ‏.